# Flaxieu
Flaxieu är en kommun i departementet Ain i regionen Auvergne-Rhône-Alpes i östra Frankrike. Kommunen ligger  i kantonen Virieu-le-Grand som ligger i arrondissementet Belley. Kommunens areal är 2,79 km². År 2022 hade Flaxieu 64 invånare.

## Befolkningsutveckling
Antalet invånare i kommunen Flaxieu
Referens: INSEE